# احیاگر
احیاگر (انگلیسی: Re-Animator) یک فیلم کمدی ترسناک علمی–تخیلی به کارگردانی استوارت گوردون محصول سال ۱۹۸۵ است که بر پایهٔ رمانی کوتاه و اپیزودیک از اچ. پی. لاوکرافت ساخته شد. از بازیگران آن می‌توان به جفری کمبس، بروس ابوت و باربارا کرامپتون اشاره کرد. این نخستین فیلم از سری احیاگر به‌شمار می‌رود. دو فیلم بعدی عروس احیاگر (۱۹۹۰) و فراسوی احیاگر (۲۰۰۳) نام دارند.
احیاگر در ابتدا برای نمایش درجه X گرفت و سپس با تعدیل صحنه‌هایی برای نمایش ویدئویی درجه R را دریافت کرد. فیلم با بازخورد مثبت منتقدان مواجه شد و یک فیلم کالت قلمداد می‌شود.